# Platycerium ellisii
Platycerium ellisii är en stensöteväxtart som beskrevs av Bak. Platycerium ellisii ingår i släktet Platycerium och familjen Polypodiaceae. Inga underarter finns listade.